# زین‌الدین فرحات
زین‌الدین فرحات (انگلیسی: Zinedine Ferhat؛ زاده ۱ مارس ۱۹۹۳) یک بازیکن فوتبال است.